# Bengt Järrel
Bengt Sören Järrel, ursprungligen Dahlman, född 22 oktober 1922 i Jönköping, död 22 oktober 2001 i Bromma, var en svensk filmregissör, skådespelare och sångare.
Bengt Järrel var son till skådespelaren Karin Juel och fänriken Holger Dahlman som tillhörde Forstenaätten. Han adopterades senare av styvfadern Stig Järrel. År 1949 anställdes han vid Europafilm, där han kom att arbeta med reklam-, industri- och spelfilm. 1960 gick han över till TV och arbetade på barn- och ungdomsavdelningen samt på Sveriges Radios utlandsprogram Radio Sweden. Han ingick tillsammans med sin halvsyster Inger Juel i Juel-trion. Bengt Järrel är begravd på Bromma kyrkogård.

## Filmografi
Regi
- 1946 – Aluminium
- 1946 – Från wolfram-malm till Luma-tråd
- 1950 – Regementets ros
- 1954 – Brudar och bollar eller Snurren i Neapel
- 1956 – Där möllorna gå
- 1958 – Johan på Snippen tar hem spelet
- 1959 – Guldgrävarna
- 1960 – Skorven
- 1961 – Sommaräventyret

Roller
- 1941 – Första divisionen (film)

Manus
- 1960 – Skorven